# Micrargus dissimilis
Micrargus dissimilis är en spindelart som beskrevs av Denis 1950. Micrargus dissimilis ingår i släktet Micrargus och familjen täckvävarspindlar.
Artens utbredningsområde är Frankrike. Inga underarter finns listade i Catalogue of Life.